# Lancelot de Saint-Maard
Lancelot de Saint-Maard († nach 1278) war ein Marschall von Frankreich im 13. Jahrhundert.
Mit fünf weiteren Rittern in seinem Gefolge nahm Lancelot Kreuzzug nach Afrika (1270) unter König Ludwig IX. teil. Er zeichnete sich beim Kampf um Karthago aus, wo er beinahe getötet wurde, nachdem im Nahkampf sein Helm schwer beschädigt wurde. Allerdings wurde er noch rechtzeitig vom Connétable de Beaujeu gerettet.
Nachdem die Marschälle Renaud de Précigny und Héric de Beaujeu auf dem Kreuzzug gestorben waren, wurde Lancelot zusammen mit Raoul Sores zum neuen Marschall ernannt. Letztmals wurde er 1278 urkundlich erwähnt.
| Personendaten    | Personendaten            |
| ---------------- | ------------------------ |
| NAME             | Lancelot de Saint-Maard  |
| KURZBESCHREIBUNG | Marschall von Frankreich |
| GEBURTSDATUM     | 13. Jahrhundert          |
| STERBEDATUM      | nach 1278                |